# K Beerschot VA
Der K Beerschot VA (offiziell: Koninklijke Beerschot Voetbalclub Antwerpen; deutsch „Königlicher Beerschot Fußballklub Antwerpen“), bis 2019 KFCO Beerschot Wilrijk, ist ein belgischer Fußballverein aus dem Antwerpener Stadtteil Wilrijk. Die Heimspielstätte ist das Olympiastadion Antwerpen mit 12.771 Plätzen.

## Geschichte
Der Club wurde 1922 als Football Club Wilrijk gegründet und schloss sich mit der Beitrittsnummer 155 dem Königlichen Belgischen Fußballverband (KBFV) an.
Die Mannschaft spielte lange überwiegend in den unteren Divisionen des belgischen Ligasystems und hatte sowohl Auf- als auch Abstiege zu verbuchen, dabei wurden weder Titel- noch Pokalerfolge erzielt.
1973 fusionierte der KFC Wilrijk mit dem Nachbarsklub Olympia Wilrijk 72 und wurde zum KFC Olympia Wilrijk. Eine erneute Fusion fand im Jahr 2013 statt, als mit dem Beerschot AC ein Antwerpener Klub aufgelöst werden musste. Die Vereinsfarben Lila und Weiß wurden ebenso übernommen wie Spieler und die Fanbasis. Der fortan als KFCO Beerschot Wilrijk bekannte Verein trägt seitdem seine Heimspiele im Olympiastadion Antwerpen aus, da seit der Fusion zuweilen von Saison zu Saison Aufstiege zu verbuchen und Spitzenwerte von teilweise über 10.000 Zuschauern erreicht worden waren.
Im Jahr 2019 erfolgte die Umbenennung in K Beerschot VA.

## Sportliche Entwicklung
Den bislang größten Erfolg des Vereins nach der Reformierung der Ligapyramide nach der Saison 2015/16 stellt der Aufstieg in die zweitklassige Division 1B zur Spielzeit 2017/18 dar. Nach einer Niederlage in den Aufstiegs-Play-offs dieser Saison gegen Cercle Brügge nahm der KFCO an der Play-off-2 der ersten Liga teil, konnte sich dort als Gruppenletzter nicht für den Europapokal qualifizieren.
In der Saison 2018/19 führte Beerschot die Tabelle der zweiten Tranche an und spielte somit erneut in den Aufstiegsfinalen – in diesem Jahr gegen den Sieger der ersten Tranche KV Mechelen. Nach einem torlosen Unentschieden im ersten Spiel ging das Rückspiel 1:2 verloren. Beerschot verblieb in der Division 1B. Erneut wurde der Verein in der Play-off-2 der Division 1A nur Gruppenletzter.
Am 1. Juni 2019 entschied der Beschwerdeausschuss der belgischen Fußballunion, Mechelen wegen der Manipulation des Spieles KV Mechelen gegen Waasland-Beveren am 11. März 2018 in der Saison 2017/18 in der ersten Division den Aufstieg in die erste Division abzuerkennen. Stattdessen sollte Beerschot aufsteigen.
Auf den entsprechenden Einspruch von Mechelen entschied am 10. Juli 2019 das belgische Schiedsgericht für den Sport, dass die Aberkennung des Aufstieges nicht zu den möglichen Sanktionen gehört. Damit verblieb es beim Aufstieg von Mechelen, und Beerschot blieb in der Division 1B.
In der Saison 2019/20 gewann Beerschot die zweite Tranche mit drei Punkten Vorsprung, nachdem es mehrere Spieltage mit dem KVC Westerlo um die Spitze gekämpft hatte. Damit bestritt es die Aufstiegsspiele gegen Oud-Heverlee Löwen als Sieger der ersten Tranche, auch wenn Beerschot in der Gesamttabelle nur Platz 5 belegte. Das erste Aufstiegsspiel wurde 1:0 gewonnen. Vor Durchführung des Rückspieles wurde der Spielbetrieb in Belgien wegen der COVID-19-Pandemie unterbrochen. Die Generalversammlung von Pro League vom 15. Mai 2020 beschloss, dass der K Beerschot VA und Oud-Heverlee Löwen bis 31. Mai 2020 einen Spielort und -termin für das Rückspiel finden mussten, der vor dem 7. August 2020 (Beginn der Saison 2020/21 in der Division 1A) lag. Sollte bis zum 31. Mai 2020 kein Spieltermin gefunden werden oder das Spiel bis 7. August 2020 nicht stattgefunden haben, sollte der KVC Westerlo als Erster der Gesamttabelle aufsteigen. Schließlich wurde in Abstimmung mit der Stadt Löwen ein Geisterspiel für den 2. August 2020 angesetzt. Nach der erfolgreichen Klage von Waasland-Beveren gegen seinen Abstieg beschloss eine neue Generalversammlung am 31. Juli 2020 die Aufstockung der Division 1A für die nächsten zwei Spielzeiten auf 18 Vereine, so dass sowohl Beerschot als auch Löwen aufstiegen. Damit war das Rückspiel sportlich nicht mehr bedeutend, wurde aber durchgeführt. Beerschot gewann es 4:1 und wäre auch ohne die Änderung aufgestiegen.
In seiner ersten Saison der Division 1A belegte der Verein am Ende der Hauptrunde Platz 9 und verpasste somit mit einem Punkt Rückstand die Teilnahme an den Play-offs um die Teilnahme an der Europa Conference League. In der Folgesaison stand Beerschot während der gesamten Saison am Tabellenende. Nach dem 31. Spieltag stand mit zehn Punkten Rückstand auf den Relegationsplatz und noch neun zu vergebenen Punkten der Abstieg in die Division 1B fest.

## Trainer
Für die Saison 2016/17 wurde als neuer Trainer mit einer Vertragslaufzeit von zwei Jahren Marc Brys verpflichtet. Nach erfolgreichen Aufstieg in die Division 1B wurde der Vertrag vorzeitig um ein weiteres Jahr verlängert. Nachdem der erneute Aufstieg nicht gelungen war, verließ Brys den Verein gegen Ablöse und wurde Trainer beim VV St. Truiden.
Als neuer Trainer wurde Stijn Vreven verpflichtet. Am 9. Oktober 2019 beschloss der Vorstand, sich von ihm zu trennen. Der Verein stand zu diesem Zeitpunkt nach neun Spielen auf Platz 5 und hatte acht Punkte Rückstand vom ersten Platz bei noch fünf zu spielenden Partien in der ersten Tranche. Der bisherige Assistenztrainer Hernan Losada wurde neuer Cheftrainer. Mitte Januar 2021 verließ Losada den Verein, weil er zu DC United in den USA wechselte.
Mitte Mai 2021 wurde Peter Maes als Trainer für die nächsten drei Jahre verpflichtet. Nachdem Mitte September 2021 der Verein nach dem 7. Spieltag nur einen Punkt hat, trennte man sich von Maes. Einige Tage später wurde der Argentinier Javier Torrente als neuer Trainer bis zum Ende der Saison verpflichtet. Nach dem 26. Spieltag lag Beerschot Anfang Februar 2022 mit zehn Punkten Rückstand auf den Relegationsplatz bzw. zwei weiteren Punkten Rückstand auf den ersten Nichtabstiegsplatz am Tabellenende. Darauf wurde Torrente als Trainer entlassen. Der bisherige Co-Trainer Greg Vanderidt übernahm bis zum Saisonende die Leitung des Trainings.

## Kader 2024/25
Stand: 27. Februar 2025
| Nr. |               | Position | Name                   |
| --- | ------------- | -------- | ---------------------- |
| 2   | Frankreich    | AB       | Colin Dagba            |
| 3   | Turkei        | AB       | Emir Ortakaya          |
| 4   | Niederlande   | AB       | Brian Plat             |
| 5   | Frankreich    | AB       | Loïc Mbe Soh           |
| 6   | Agypten       | AB       | Omar Fayed             |
| 7   | Belgien       | ST       | Tom Reyners            |
| 8   | Schottland    | MF       | Ewan Henderson         |
| 9   | Liberia       | ST       | Ayouba Kosiah          |
| 10  | Suriname      | ST       | Daishawn Redan         |
| 11  | Suriname      | AB       | Djevencio van der Kust |
| 13  | Belgien       | TW       | Emile Doucouré         |
| 16  | Saudi-Arabien | MF       | Faisal Al-Ghamdi       |
| 17  | Saudi-Arabien | ST       | Marwan Al-Sahafi       |
| 18  | Belgien       | MF       | Ryan Sanusi            |
| 19  | Guinea-a      | AB       | Cheick Thiam           |

| Nr. |              | Position | Name                      |
| --- | ------------ | -------- | ------------------------- |
| 22  | Spanien      | MF       | Oscar Vargas              |
| 23  | Ruanda       | MF       | Hakim Sahabo              |
| 25  | Belgien      | ST       | Antoine Colassin          |
| 26  | Belgien      | AB       | Derrick Tshimanga         |
| 28  | Burundi      | AB       | Marco Weymans             |
| 30  | Niederlande  | MF       | Dean Huiberts             |
| 32  | England      | ST       | D'Margio Wright-Phillips  |
| 33  | Belgien      | TW       | Nick Shinton              |
| 42  | Curaçao      | AB       | Ar'jany Martha            |
| 47  | Belgien      | MF       | Welat Cagro               |
| 55  | Frankreich   | AB       | Félix Nzouango            |
| 66  | Griechenland | AB       | Apostolos Konstantopoulos |
| 71  | Kroatien     | TW       | Davor Matijas             |
| 77  | Niederlande  | ST       | Rajiv van La Parra        |
|     | Serbien      | ST       | Ensar Brahic              |

## Trainerhistorie (unvollständig)
| Nat.        | Amtszeit          | Trainer         |
| ----------- | ----------------- | --------------- |
| Belgien     | 06.2016 – 05.2018 | Marc Brys       |
| Belgien     | 06.2018 – 10.2019 | Stijn Vreven    |
| Argentinien | 10.2019 – 01.2021 | Hernan Losada   |
| Belgien     | 05.2021 – 09.2021 | Peter Maes      |
| Argentinien | 09.2021 – 02.2022 | Javier Torrente |
| Belgien     | 02.2022 –         | Greg Vanderidt  |

## Vorstand
Ende Juli 2019 erfolgte die Einigung, dass der bisherige Vorsitzende Eric Roef sein Amt niederlegte. Er wurde dann zum Ehrenvorsitzenden ernannt. Miteigentümer Francis Vrancken übernahm den Vereinsvorsitz.